# 4. Sinfonie (Eliasson)
Die Vierte Symphonie von Anders Eliasson entstand als Auftragswerk des Bayerischen Rundfunks für die Münchener Konzertreihe Musica Viva und der Göteborger Symphoniker. Die Arbeit am ca. 25 Minuten dauernden Werk war 2005 abgeschlossen. Ihre Uraufführung erlebte Eliassons letzte Symphonie am 12. Januar 2007 im Herkulessaal der Münchner Residenz durch das Symphonieorchester des Bayerischen Rundfunks unter der Leitung von Christoph Poppen.

## Besetzung
Piccoloflöte (auch 4. Flöte); 3 Flöten (3. auch 2. Piccolo), 3 Oboen (3. auch Englischhorn). 3 Klarinetten (3. auch Bassklarinette), 3 Fagotte (3. auch Kontrafagott), 6 Hörner, 3 Trompeten, (3. auch Flügelhorn), 3 Posaunen, Tuba, Pauken, Schlagwerk (Xylophon, Glockenspiel, Becken, Bongos, Tamtam, Große Trommel, Crotales, Schellenbaum, Kleine Trommel), Streicher.

## Musik
Das 2005 fertiggestellte Werk hat drei Sätze, die ohne Pause („attacca“) aufeinander folgen.
- 1. Satz Allegro moderato [alla breve]
- 2. Satz Adagio [5/4]
- 3. Satz Con moto [9/8], minaccioso – Adagio[2]

Die Sätze gehen in der „klassischen Folge schnell-langsam-schnell ohne Einschnitte ineinander über; ein Rückblick auf das ruhige Mittelstück beschließt das Werk.“

### 1. Satz
„Den raschen ersten Teil bringt Eliasson nach dem Prinzip von Actio und Reactio in Gang. Dem Anfangssignal der fallenden Sekunde antwortet eine aufwärtsgerichtete Geste mit der steigenden Sekunde als markantem Kern. Größere melodische Züge gewinnt der Komponist durch eine Art Wachstum primärer Motive und durch Variantenbildung. Steigerungen erreicht er durch Beschleunigung der inneren Bewegung, durch Weitung des Klangumfangs bei gleichzeitiger Verdichtung der Motivgeflechte, aus denen mitunter einer Hauptstimme hervortritt, und die Simultaneität unterschiedlicher Zeitformen.“ Lutz Lesle erkennt im Kopfsatz „das klassische, in der Sonatenform bewahrte Dramenprinzip. [...] In anschwellenden Wellen – aufgehalten von ‚Inseln der Seligen‘ – und einer durch den Gebrauch von Pizzicati glissandi, Flageoletts und Hemiolen seltsam ‚irreal‘ wirkenden Klangzone – treibt die Entwicklung einem Höhepunkt zu, wo sich das Partikelgestöber unter hohem Druck zusammenballt und quasi implodiert.“

### 2. Satz
Das Adagio „wird von einem ausgedehnten Solo des Flügelhorns bestimmt, das manchmal kurze Dialoge mit anderen Instrumenten eingeht, für gewisse Zeit seinen expressiven Belcanto auch an Kollegen weiterreicht.“ Lesle spricht von „kontrapunktischem Gewisper und Gewebe“, welches das Solo umspielt oder ablöst. Diese „in mehrere Strophen gegliederte Flügelhornpartie“ verleihe dem Adagio „eine arkadische Aura“.

### 3. Satz
„Con moto, minaccioso“ (bewegt, bedrohlich) überschrieb Eliasson den schnellen Schlussteil. „In den Texturen seines Beginns zeichnet sich neben fallenden Gesten vor allem der Halbton als auffälliges Intervall ab. Es erscheint in zahlreichen Trillern, in markanten Wendungen wie Motivanfängen und -enden, in engräumigen mäandernden Figuren, aber auch als expressive Gestalt für sich. Verschiedene melodische Gesten erinnern immer deutlicher an den ersten Teil, das Flügelhorn allein durch seinen Klang an den zweiten Satz. Mit seinem kantablen Solo verklingt die Symphonie.“
Die Triller interpretiert Lesle als „ein drohendes Gegengewicht … zu dem synkopisch walzenden Thema, das in unterschiedlicher Motivfolge und wechselndem Klangmilieu achtmal rondoartig wiederkehrt  - sechsmal im ersten Abschnitt und zweimal im letzten. Das Intervall-Pendel des Themenkopfes (große Sext / Tritonus) bewegt sich – folgt man der Tonartencharakteristik des Komponisten – in der menschlichen Sphäre. Der Abgesang des Flügelhorns hingegen“ weise ins Transzendente. Diese Deutung wurde vom Komponisten „[wenige] Tage, bevor [er] seiner Krebserkrankung […] erlag,“ indirekt bestätigt. In diesen Schlusstak|ten sei „ohnehin alles enthalten“, was ihm für seine Symphonie-Trilogie vorgeschwebt war. „Die Fünfte Symphonie, für die bereits das Uraufführungsdatum fixiert war (29. Mai 2013), sollte eine ‚einsame Fahrt‘ werden (im Oktober 2012 wurde sein symphonisch strukturiertes Violinkonzert mit diesem Titel uraufgeführt), die sechste hätte 'Neuland betreten' sollen.“

### Allgemeine Charakteristik der Tonsprache
Der „symphonische Klangstrom“ dieses Werkes entfalte sich „aus wenigen rhythmischen und melodischen Zellen: einer Art Leitrhythmus (Daktylus), unterschiedlichen Erscheinungsformen des Trillers (vom schlichten Mordent bis zu langen Trillerketten) sowie bevorzugten Intervallen, die dem dorischen bzw. den lydischen Modus konstituieren (große und kleine Sekunde, reine Quarte bzw. übermäßige Quarte, Quinte und große Sexte).“

## Rezeption
Habakuk Traber will in Eliasson insofern einen „Erben“ des schwedischen Komponisten Allan Pettersson, „des älteren, verkannten schwedischen Symphonikers“, erkannt haben, als er „Energien zu akkumulieren und zu entfesseln vermag, aber außer der Harmonik auch eine weitere Qualität wiedergewann, mit der die Nachkriegsavantgarde ihre liebe Not hatte: Pettersson nannte sie ‚Canto’, er meinte damit den instrumentalen Gesang, der keiner Worte bedarf. Er findet sich bei Eliasson in manchen Soli des ersten Satzes, auch in Melodieverläufen, die sich nacheinander durch mehrere Instrumente ziehen. Sie stehen im lebhaften Zwist und Austausch mit virtuosen Figuren; Eliassons Vierte ist auch ein Konzert für Orchester. Der eigentliche Ort des ‚Canto’ ist aber der Mittelteil, das Adagio.“

## Aufführungen
- Herkulessaal der Münchner Residenz, 12. Januar 2007, Symphonieorchester des Bayerischen Rundfunks, Dirigent: Christoph Poppen (Uraufführung)
- Göteborger Konzerthalle, 14. und 15. November 2007, Göteborgs Symfoniker, Dirigent: Mario Venzago[6]
- Konserthuset Stockholm, 26. und 27. September 2008, Kungliga Filharmoniska Orkestern, Dirigent: Sakari Oramo
- Glasgow City Halls, 25. Juni 2011, BBC Scottish Symphony Orchestra, Dirigent: Andrew Manze[7]
- Musiikkitalo, 29. Mai 2013, Philharmonisches Orchester Helsinki, Dirigent: John Storgårds[8]
- Berliner Philharmonie, 8. Mai 2015, Deutsches Symphonie-Orchester Berlin, Dirigent: Sakari Oramo[9]
- Göteborger Konzerthalle, 6. und 7. November 2019, Göteborgs Symfoniker, Dirigent: Johannes Gustavsson[10]
- Konserthuset Stockholm, 15. und 16. Januar 2020, Kungliga Filharmoniska Orkestern, Dirigent: Sakari Oramo[11]
- Malmö Live, 7. Dezember 2023, Malmö Sinfonieorchester, Dirigent: Håkan Hardenberger[12]